# BIG6 European Football League 2015.
BIG6 European Football League je svoje drugo izdanje imala 2015. godine. 
 Sudjelovalo je šest momčadi iz Austrije, Francuske i Njemačke koje su bile raspoređene u dvije skupine po tri momčadi u kojima su odigrale jednokružnim sustavom (po dvije utakmice). Pobjednici skupina su potom igrali završni susret - Eurobowl kojeg je osvojio New Yorker Lions.

## Sudionici
- Vienna Vikings - Beč
- Swarco Raiders Tirol -  Innsbruck
- La Courneuve Flash - La Courneuve
- Berlin Adler - Berlin
- New Yorker Lions - Braunschweig
- Schwäbisch Hall Unicorns - Schwäbisch Hall

## Rezultati i ljestvice
| mj. | klub                     | ut | pob | por | ner | poen+ | poen- | post. |
| --- | ------------------------ | -- | --- | --- | --- | ----- | ----- | ----- |
| 1.  | Schwäbisch Hall Unicorns | 2  | 2   | 0   | 0   | 102   | 38    | 1.000 |
| 2.  | Vienna Vikings           | 2  | 1   | 1   | 0   | 56    | 45    | .500  |
| 3.  | Berlin Adler             | 2  | 0   | 2   | 0   | 15    | 90    | .000  |

| mj. | klub                 | ut | pob | por | ner | poen+ | poen- | post. |
| --- | -------------------- | -- | --- | --- | --- | ----- | ----- | ----- |
| 1.  | New Yorker Lions     | 2  | 2   | 0   | 0   | 70    | 42    | 1.000 |
| 2.  | Swarco Raiders Tirol | 2  | 1   | 1   | 0   | 75    | 47    | .500  |
| 3.  | La Courneuve Flash   | 2  | 0   | 2   | 0   | 28    | 84    | .000  |

### Eurobowl
| grad         | stadion           | pobjednik        | rez.  | poraženi                 |
| ------------ | ----------------- | ---------------- | ----- | ------------------------ |
| Braunschweig | Eintracht-Stadion | New Yorker Lions | 24:14 | Schwäbisch Hall Unicorns |

## Poveznice i izvori
- BIG6 European Football League
- Eurobowl
- European Football League
- bigsix.eu  Arhivirana inačica izvorne stranice od 13. veljače 2015. (Wayback Machine)
- football-aktuell.de BIG6 EFL 2015.